# Forgive Me
«Forgive Me» — четвертий сингл першого студійного альбому британської співачки Леони Льюїс — «Spirit» (2007). У Британії пісня вийшла 3 березня 2008, в Японії — 10 вересня 2008. Пісня написана Аляуном "Akon" Бадара Тіамом, Келлі Клодом та Джорджіо Туінфортом; спродюсована Akon. Музичне відео зрежисерував Вейн Ішам; прем'єра музичного відео відбулась 16 вересня 2008.
Сингл отримав позитивні оцінки від музичних критиків та досяг 5 місця британського чарту UK Singles Chart.

## Загальна інформація
Пісня розповідає історію дівчини, яка знайшла нове кохання і намагається знайти прощення у свого колишнього хлопця.
Первинно пісня входила лише до північноамериканського видання альбому «Spirit», але згодом була додана до розширеного видання, який вийшов у багатьох країнах світу. В інтерв'ю з Digital Spy Льюїс пояснила чому вона вирішила змінити жанр пісні на баладу: «Я хотіла бути різною у жанрах і мені випав шанс працювати з Аконом. Мені дійсно сподобався результат нашої роботи.»
29 жовтня 2008 Леона виконала пісню на шоу The National Lottery Live, а 31 жовтня 2008 — у програмі GMTV. Також співачка виконала сингл на італійському телешоу Carramba Che Fortuna'» і на шведському шоу талантів Idol.

### Музика і лірика
Пісня написана у Ля мінорі і має 120 ударів на хвилину. Альбомна версія синглу триває 3 хвилини і 41 секунди, міксований сингл триває 3 хвилини і 24 секунди. Найвищий (Соль другої октави) вокал Льюїс можна почути у фінальному куплеті, а найнижчий (Ля малої октави) — у куплетах.

## Рецензії
Більшість критиків дали пісні «Forgive Me» позитивний огляд. Гевін Мартін із The Mirror сказав, що "пісня показала голос Леони вогняним і медовим". Нік Левайн з Digital Spy дав пісні оцінку у 3 із можливих 5 балів і порівняв пісню «Forgive Me» із піснею Вітні Х'юстон «I'm Your Baby Tonight». Чад Грайшоу сказав, що "з цією піснею Леона не стане співачкою лише з одним хітом". Стівен Томас Елевайн сказав, що "пісні «Forgive Me» та «Misses Glass» лише трішки відрізняються від інших пісень альбому «Spirit»». Сал Кінкемані із Slant сказав, що "пісня є бадьорим і юним доповнення до альбому». Критики з газети The New York Times критикували Льюїс за те, що "вона намагається бути схожою на Мераю Кері".

## Музичне відео
Музичне відео зрежисерував Вейн Ішам. Зйомки проходили у травні 2008. Відеокліп був знятий на основі голлівудських мюзиклів «West Side Story», «The Rocky Horror Picture Show», «Singin' in the Rain» та «Carousel». У відео взяли участь танцівники гурту JabbaWockeeZ. Прем'єра музичного відео відбулась 16 вересня 2008.

## Список пісень
CD-сингл для Німеччини / Максі CD-сингл для Швейцарії
1. "Forgive Me" (single mix) – 3:24
2. "Myself" feat. Novel – 3:50
3. "Forgive Me" (video)

Максі CD-сингл для Італії
1. "Forgive Me" (album version) – 3:43
2. "Myself" (New Version) – 4:04
3. "Forgive Me" (Video) – 3:28

Цифрове завантаження для Японії / Промо CD-сингл
1. "Forgive Me" (single mix) – 3:24

CD-сингл для Британії
1. "Forgive Me" (single mix) – 3:24
2. "Myself" feat. Novel – 3:50

## Чарти
Сингл «Forgive Me» дебютував на 5 місце британського чарту UK Singles Chart. Пісня стала третім синглом Льюїс, який потрапив у топ-10 британського чарту. В Ірландії «Forgive Me» сингл дебютував на 5 місце. У Словаччині пісня дебютувала на 76 місце, але на десятому тижні на чарті вона досягла 1 місця. На європейському чарті European Singles Chart пісня досягла 11 місця. В Італії сингл дебютував на 9 місце, але наступного тижня почав падати у позиціях. У Швеції пісня досягла 7 місця, в Швейцарії — 12 місця і 15 місця в Німеччині й Австрії.
19 жовтня 2008 пісня дебютувала на 15 місце австралійського чарту Australian Singles Chart, але наступного тижня впала до 49 місця. Невдовзі пісня знову почала підніматися по чарту, але 10 листопада 2008 знову впала до 50 позиції.
Тижневі чарти
| Чарт (2008)                               | Місце |
| ----------------------------------------- | ----- |
| Australian Singles Chart                  | 49    |
| Austrian Singles Chart                    | 15    |
| Belgian Singles Chart (Flanders)          | 26    |
| Belgian Singles Chart (Ultratip Wallonia) | 1     |
| Czech Airplay Chart                       | 58    |
| Danish Singles Chart                      | 14    |
| European Hot 100 Singles                  | 11    |
| German Singles Chart                      | 15    |
| Irish Singles Chart                       | 5     |
| Italian Singles Chart                     | 9     |
| Japan Hot 100 Singles                     | 39    |
| Russian Airplay Chart                     | 108   |
| Slovak Airplay Chart                      | 1     |
| Swedish Singles Chart                     | 7     |
| Swiss Singles Chart                       | 12    |
| UK Singles Chart                          | 5     |

Річні чарти
| Чарт (2008)                          | Місце |
| ------------------------------------ | ----- |
| UK Singles (Official Charts Company) | 85    |
| Чарт (2009)                          | Місце |
| Hungary (Single Top 40)              | 79    |

## Історія релізів
| Країна          | Дата             | Лейбл      | Формат                                  |
| --------------- | ---------------- | ---------- | --------------------------------------- |
| Мексика         | 8 вересня 2008   | Sony BMG   | Цифрове завантаження                    |
| Японія          | 10 вересня 2008  | BMG Japan  | Цифрове завантаження                    |
| Німеччина       | 31 жовтня 2008   | Sony BMG   | CD-сингл                                |
| Швейцарія       | 31 жовтня 2008   | Sony BMG   | Максі-сингл                             |
| Австралія       | 1 листопада 2008 | Sony BMG   | CD-сингл, цифрове завантаження          |
| Ірландія        | 3 листопада 2008 | Syco Music | CD-сингл, цифрове завантаження          |
| Італія          | 3 листопада 2008 | Syco Music | Airplay, цифрове завантаження, максі-CD |
| Велика Британія | 3 листопада 2008 | Syco Music | CD-сингл, цифрове завантаження          |